# Le vent se lève (site web)
Pour les articles homonymes, voir Le vent se lève.
Le Vent Se Lève (LVSL) est un journal pure player d'opinion français indépendant classé à gauche.

## Historique
Le Vent Se Lève est fondé le 5 décembre 2016 par Antoine Cargoet et Lenny Benbara.
En juillet 2018, le média organise une université d’été à Saint-Ouen-sur-Seine. Baptisée « Le Vent du Changement », elle rassemble une quarantaine d’intervenants pour treize conférences.
Le 23 novembre 2019, le journal en ligne organise en partenariat avec Alternatiba, la Fabrique écologique et l'Institut de la transition environnementale de Sorbonne Université une conférence pour « Construire une écologie populaire » au sein de l’amphithéâtre Richelieu de la Sorbonne. Plusieurs personnalités débattent, notamment le député Cédric Villani (LREM), le maire EELV de Grenoble Éric Piolle, le député et coordonnateur de La France insoumise Adrien Quatennens, l'ancienne ministre de l'Écologie Delphine Batho, l'essayiste Lucile Schmid ou encore l'eurodéputée EELV Marie Toussaint.
En mars 2020, les fondateurs du Vent Se Lève participent au lancement du think tank l'Institut Rousseau,.
En septembre 2020, le média publie un ouvrage collectif intitulé L'Histoire recommence. Les cahiers du Vent Se Lève aux éditions du Cerf. Le Vent Se Lève compte environ 500 contributeurs réguliers ou occasionnels et se structure localement.
En juin 2022, quelques jours après les élections législatives, Le Vent Se Lève invite Chantal Mouffe et François Ruffin pour une conférence autour du rapport entre la gauche et les classes populaires à la maison des Métallos.
Le Vent Se Lève est une association loi de 1901 à but non lucratif reconnue d’intérêt général. Des associations affiliées au projet existent à l'université Panthéon-Sorbonne, Sciences Po Lyon et à Sciences Po Toulouse.

### Le Vent du Changement
Des membres du média annoncent dans une tribune publiée le 14 juin 2021 dans le Nouvel Obs le lancement du mouvement « Le Vent du Changement » Celui-ci s'organise autour de cercles locaux présents dans une vingtaine de villes en France,. Un tour de France — le Tour du Changement — est organisé par les militants du Vent du Changement entre juillet et août 2021. Il traverse plusieurs villes françaises dont Nancy, Grenoble, Angers ou Lodève. Lors de ces étapes sont organisés des « banquets populaires et citoyens », des conférences sur « la reconstruction écologique du pays » et des tournois de pétanque. Le mouvement défend notamment la mise en place d'une « garantie à l'emploi vert ».

## Ligne éditoriale
Le Vent Se Lève se situe à gauche et revendique une filiation intellectuelle avec les idées d'Antonio Gramsci et celles des philosophes Ernesto Laclau et Chantal Mouffe. Il vise principalement les réseaux sociaux, qui sont considérés comme un « champ de bataille » à investir.
Il est membre du Syndicat de la presse indépendante d'information en ligne.

## Communication

### Identités visuelles

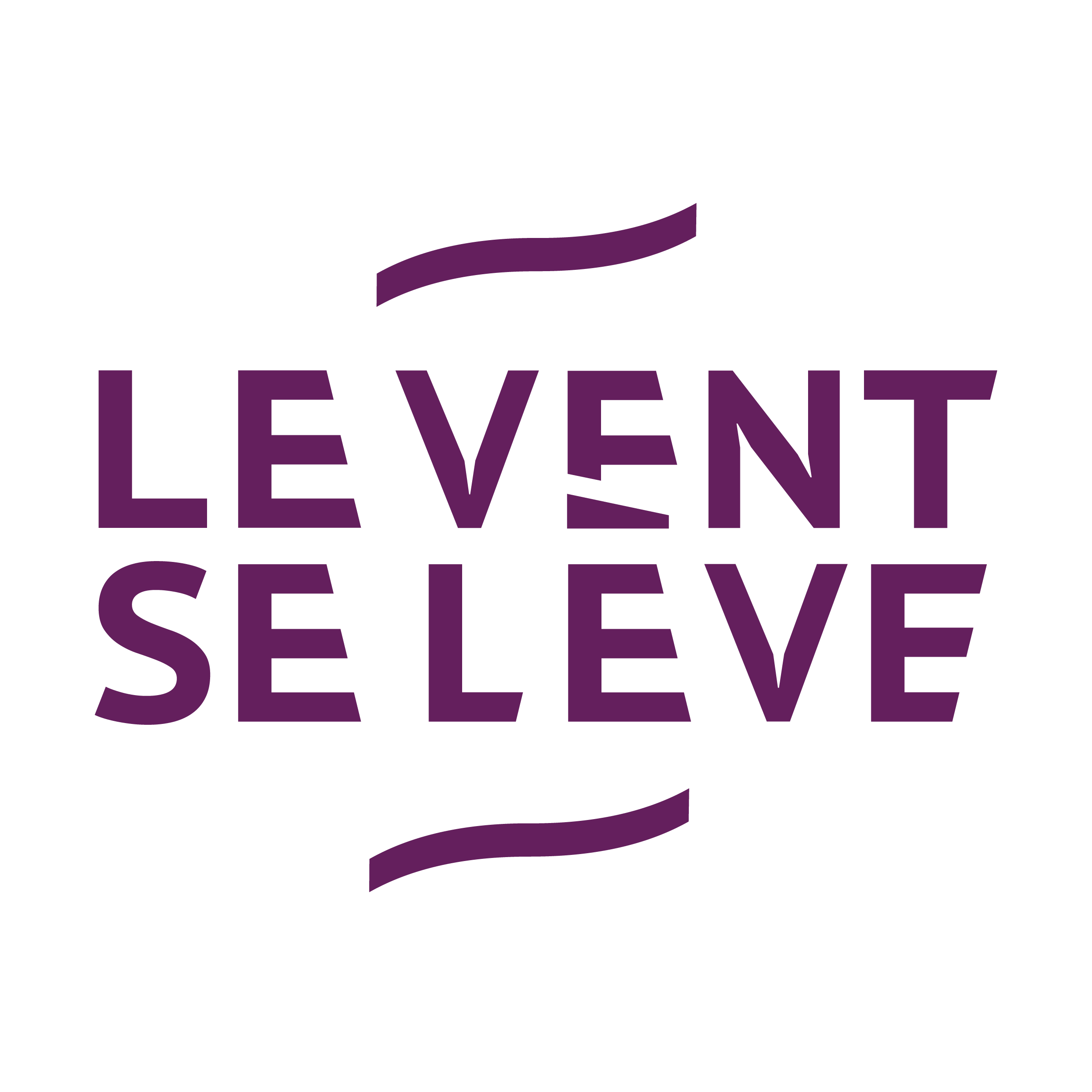
Logo (de 2017 à 2020).
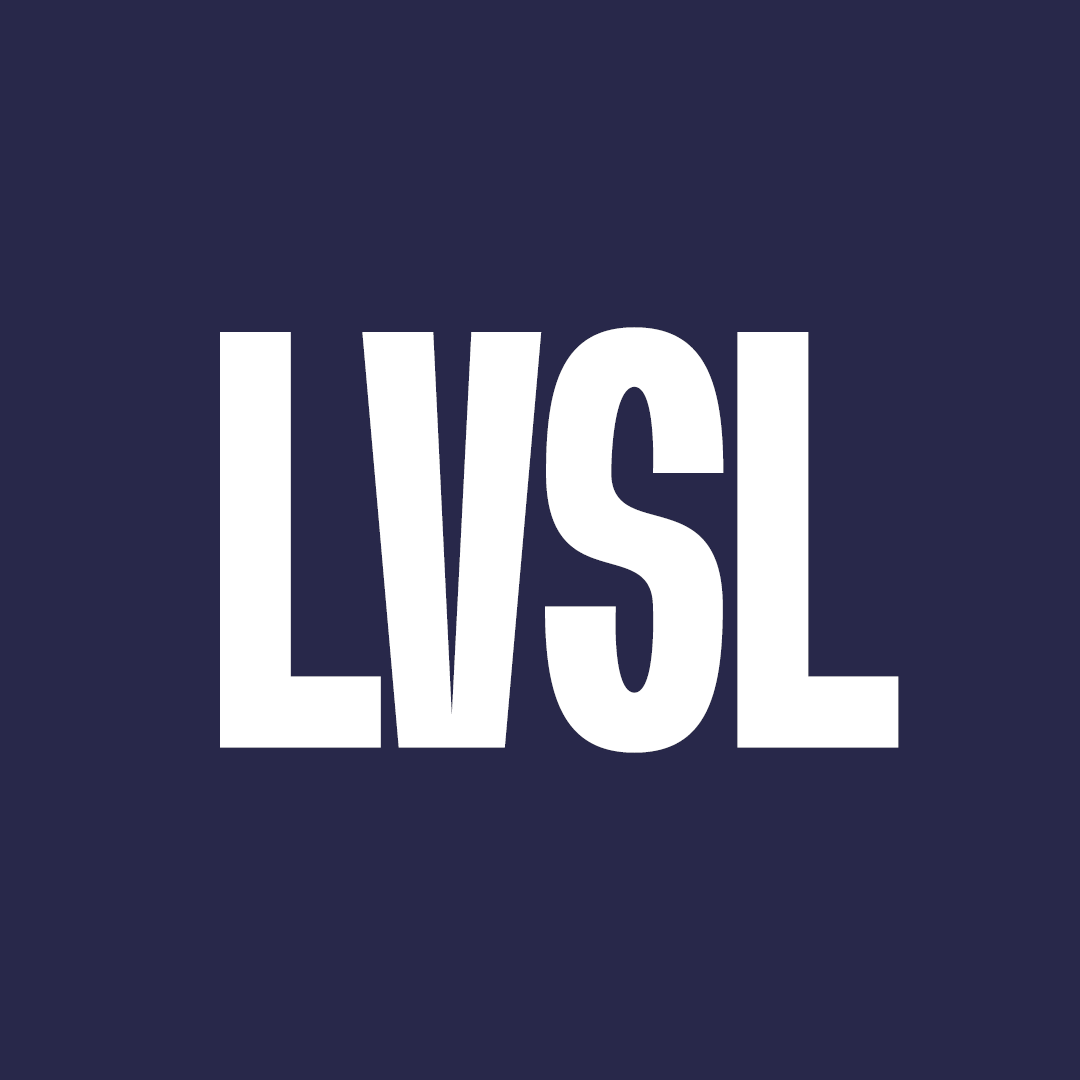
Logo (depuis 2020).
Pictogramme (depuis 2020).
Logo (depuis 2020).

### Publications
- Antoine Cargoet (dir.) et Lenny Benbara (dir.), L'histoire recommence : les cahiers du Vent Se Lève, Paris, Éditions du Cerf, 2020, 328 p. (ISBN 9782204139748)